# اشیک آغاسی (طوالش)
اشیک آغاسی، روستایی از توابع بخش کرگان‌رود شهرستان طوالش در استان گیلان ایران است.

## جمعیت
این روستا در دهستان خطبه‌سرا قرار دارد و براساس سرشماری مرکز آمار ایران در سال ۱۳۸۵، جمعیت آن ۱٬۱۸۱ نفر (۳۲۵خانوار) بوده‌است.

## تاریخچه اشیک آغاسی
لغت نامه دهخدا:
اشیک آغاسی . [ اِ ] (ترکی، ص مرکب، اِ مرکب) اِشیک آقاسی. ایشیک آقاسی. درجه ای در ادارات بود و بر آن کس گفته می‌شد که به کارهای بیرون از دیوان می‌پرداخت و نام کسانی هم بود، (رجوع به ایشیک آقاسی و آقاسی شود)
اشیک آغاسی
ایشک اغا/ اشیک آغاسی/ ایشیک آغاسی/ ایشیک اغاسی/ اشیک آقاسی/ اشاغاسی/ ایشیک آقاباشی/ اشیک اغاسی/ ایشک آغاسی: ۱. نگهبان اصلی کاخ کاحکم. ۲. مقام، اداری میانی]در فرارود[ یا بالا ]در ترکستان چین
```
در زمانهای گذشته اشیک آغاسی باشی حکم 
وزیر دربار
 را داشت
```

ائشیک=خارج؛ اشیک آقاسی=رئیس خارج-رئیس تشریفات سلطنتی –رئیس دربار-داروغه دیوانخانه-اشیک آقاسی =رئیس تشریفات –اشیک خانه=اداره تشریفات سلطنتی
قوم اشیک آغاسی
قوم اشیک آغاسی نیز همانند یکی از اقوام ایرانی دارای اصلیت نژادی و انشعابی از قوم بزرگ پارس می‌باشد. قوم اشیک آغاسی طبق نتایج آخرین تحقیقات بدست آمده محققین دارای پراکندگی جغرافیائی در استانهای فارس، اصفهان، گیلان، مازندران و حتی تهران گزارش شده است. اما استان فارس به لحاظ پراکندگی بیش از استانهای دیگر این قوم را در خود جای داده است. در مورد منشأ پیدایش و انشعاب این قوم بر اساس تحقیقات بعمل آمده باید به اواسط دوره صفویان و مقارن حمله بلوچها به منطقه جیرفت اشاره نمود. زبان اصلی مورد استفاده این قوم زبان فارسی شیرازی می‌باشد که همچنان در برخی مناطق استان فارس و مراکز پرجمعیت روستائی خصوصاً منطقه جهان‌آباد رایج است و همچنان که به سمت شمال پیش برویم مکالمات اشیک آغاسیان به تدریج دستخوش تغییر و تحریف گردیده به گونه ای که برخی از اقوام اشیک آغاسی در اثر حشر و نشر با اقوام آذری زبان برخی از کلمات ترکی آذربایجان را وارد ادبیات خود نموده و برخی نیز به‌طور کامل از ادبیات ترکی استفاده می‌کنند. این موضوع به حدی اتفاق افتاده که در شمال ایران کمتر اشیک آغاسی یافت می‌شود که با زبان مادری خود یعنی فارسی شیرازی سخن بگوید و همان‌طور که در مناطق مرکزی نیز این زبان کهن در خطر انقراض دائمی قرار گرفته است لزوم حفظ و حراست از این زبان اصیل ایرانی ضرورت دارد.
اشیک اغاسی‌ها مردمانی با اخلاق حسنه و بنا به گفته سایر کسانی که با اشیک آغاسیها ارتباط نزدیکی دارند جزو یکی از بهترین اقوام ایرانی هستند و آنها کاملاً قابل اعتمادند و در حق کسی ستم نمی‌کنند و خود نیز ستم نمی‌پذیرند. محال است که یک اشیک آغاسی را بتوان در انقیاد قرار داد و از او اعتراضی شنیده نشود.
اشیک اغاسیان دارای شجاعت و شهامت ستودنی هستند به حدی که در اغلب جنگ‌ها رشادت و جوانمردی خود را به اثبات رسانده‌اند. اشیک اغاسی‌ها در هنر تیراندازی و سوارکاری نیز مهارت فراوان داشته‌اند
اشیک اغاسی‌ها از نظر خصوصیات فیزیکی اغلب دارای قامت بلند و رنگ پوست روشن و زیباروی می‌باشند به حدی که این موضوع مورد اعتراف کلیه کسانی است که این قوم را می‌شناسند و بسیاری از کسان آرزوی وصلت با این قوم را داشته‌اند اما اشیک اغاسیها سابقاً به غیراشیک آغاسی زن نمی‌دادند ولی از اقوام دیگر زن می‌گرفتند و این یک رسم کهن در میان آنان است. شاید از همین جهت است که نسل اشیک آغاسی تا این اندازه خالص و پابرجا مانده است و خصوصیات مردمان بافرهنگ ایرانی در چهره آنان قابل مشاهده است.
دکتر بهرام زادشفق حسن‌آباد، تاریخ ملل واقوام ایرانیان فارس۲ چاب۸۲ جلد۱ صفحات ۱۹۳ الی ۲۱۴